# Hugo Suringar

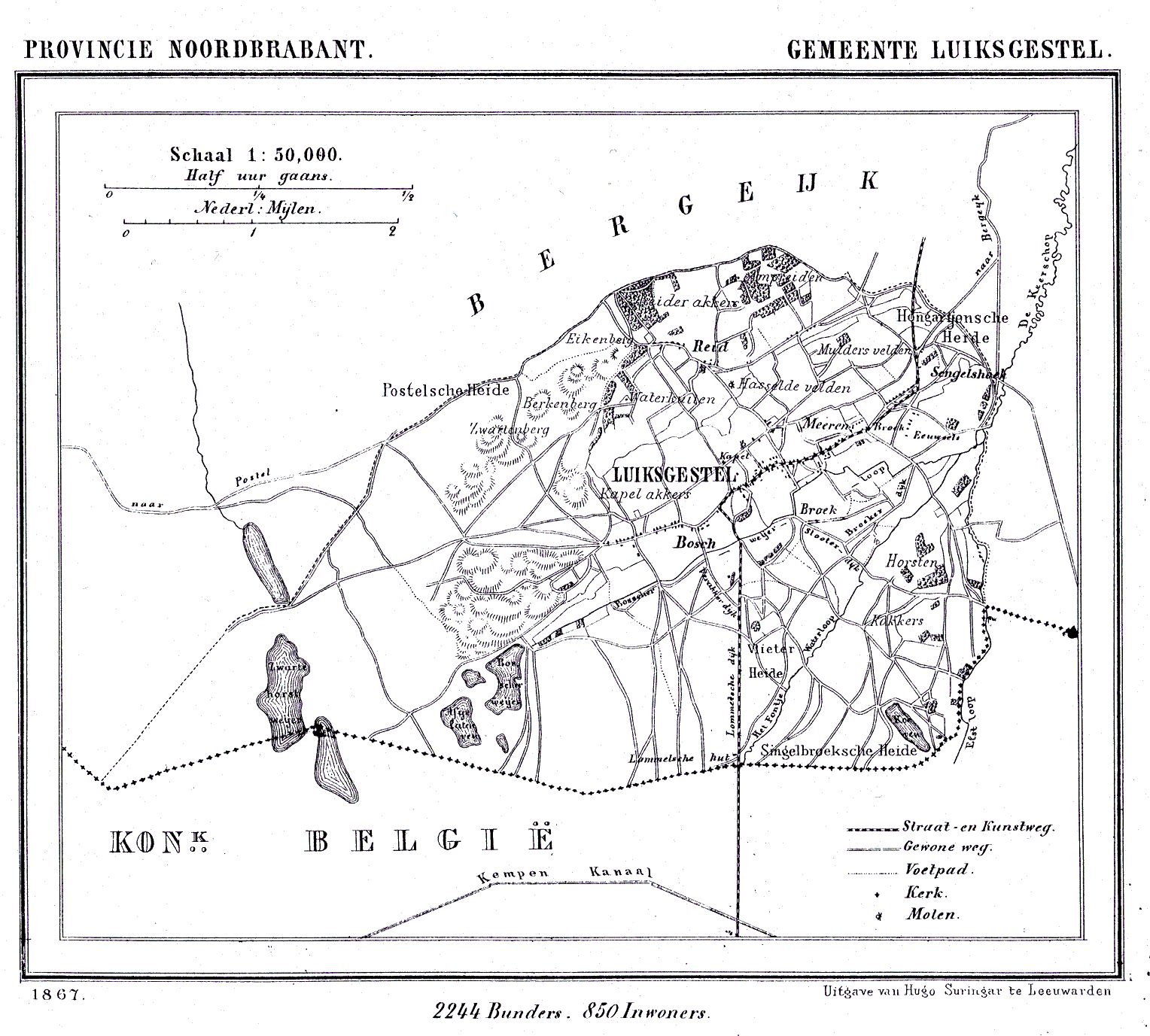
Gemeente Luikgestel door Hugo Suringar, 1867

Rinse Willem Hugo Suringar (Leeuwarden, 7 december 1834 – Wageningen, 20 januari 1911) was een Nederlandse uitgever die was gevestigd in Leeuwarden.
Hij was bekend van uitgaven als de Gemeente-atlas van Nederland uit 1871, die zich nu in het publieke domein bevindt. Ook gaf hij publicaties uit die waren geschreven door zijn broer botanicus W.F.R. Suringar. Een voorbeeld hiervan is de achtste druk in 1895 van Zakflora: Handleiding tot het bepalen van de in Nederland wildgroeiende planten.